# 高永昌
高永昌（11世纪—1116年），渤海人，辽朝末年大元国大渤海皇帝。

## 生平
天庆六年（1116年），东京（今辽宁辽阳）渤海人杀死东京留守起事，东京裨将高永昌乘机率戍卒3000人反辽，驱逐大公鼎、高清明等东京官员，占据东京，自称大渤海皇帝，建国号大元，建年号隆基，攻占辽朝东京道五十余州。辽天祚帝派萧韩家奴、张琳率军讨伐高永昌。高永昌向北面新兴的金朝求援，金太祖完颜阿骨打以增援为名，占领东京地区。金军乘机从背后攻击辽军，辽军大败。金太祖命令高永昌取消帝号，高永昌不听，金太祖便击败高永昌的渤海军，占领东京，擒斩高永昌。从此，辽东京道54州归入金朝。